# 航空機リース
航空機リース（こうくうきリース）は航空会社と航空機運用者、所有者によって行われ、様々なリースの形態がある。
航空会社が航空機のリースを行う理由は主に2つあり、財務的に航空機の購入が難しい場合と一時的な需要の高まりによる場合である。
2024年時点では、世界で運航される航空機の47%はリース会社の所有とされている。

## 概要
リースの形態は主に2種類あり、ウェット・リースは短期間、ドライ・リースは長期間のリースで行われることが多い。航空会社はこれらを組み合わせてリースを行うこともあり、新しい路線に就航した際にウェット・リースを行い、自社の乗員を育成した後にドライ・リースに切り替えるというような使い方をすることがある。
世界最大の航空機リース会社であるエアキャップは約1300機を所有し200社に貸し出している。
日本ではオリックスや三菱HCキャピタルなどの総合リース会社が日本のエアラインを中心に貸し出しを行っている。リース会社の他、スタンダードチャータード銀行・マッコーリー銀行・国家開発銀行などの銀行が傘下のリース会社を通じて参入しているが、他にも三井住友銀行がSMBCアビエーション・キャピタルを設立し参入している。
ボーイングは子会社のボーイングキャピタルにより自社製品のリースを行っている。

## ウェット・リース
ウェット・リースは貸主が航空機、乗員、メンテナンス、保険（頭文字を取ってACMIと呼ばれる）をセットにし、借り主である航空会社や旅行代理店に運行時間あたりの料金で貸し出す。借り主は燃料代、空港利用費や税金などを負担する。便名は通常、借り主のものを使用するが、チャーター便の場合、貸主の便名を使用したり、コードシェアにすることもある。ウェット・リースは単発のチャーター便を除き、1か月から2年程度のリースであることが多く、一時的な需要の高まりや、航空会社の定期的な航空機のメンテナンス期間、新路線開設時に使われる。また、航空会社が乗り入れ地域への航空許可が取れない場合にも使用される。
時折、政治的な理由からもウェット・リースが行われることがある。たとえば、エジプトの国営であるエジプト航空は、エジプト政府の政策としてイスラエルに乗り入れることが出来ない。しかし、実際はエアシナイという航空会社を子会社として設立し、エジプト航空から航空機（所有者はエジプト航空エクスプレス）をウェット・リースし、エジプトのカイロとイスラエルのテルアビブを結んでいる。
イギリスではウェット・リースは貸主の航空運送事業許可（AOC）の元で運行される。

### ダンプ・リース
イギリスにおいては借り主がキャビンアテンダントを用意する場合はダンプ・リース、もしくはモイスト・リースと呼ばれる。
日本では1992年から1994年まで、日本航空がカンタス航空からボーイング747-300を3機、この形態でリースした例がある。機体には日本航空のフルカラー塗装がなされていたが、鶴丸が本来より小さく、また胴体後部に「Operated by QANTAS」の文字が入るなどの差異が見られた。

## ドライ・リース
ドライ・リースは航空機のみのリースとなり、保険やメンテナンス、乗員などは借り主が用意する。貸主は航空機リースを専門とする投資機関としての側面を持ったGEキャピタル・アビエーション・サービス（GECAS）やインターナショナル・リース・ファイナンス（ILFC）が有名。通常2年以上のリースとなる。
ドライ・リースは大きな航空会社と地域運航している小さな航空会社の間で行われることもある。地域運航している小さい航空会社が乗員、メンテナンスなど運航に必要なものを提供し、大きな航空会社のブランドやよく似たブランドで運航する。大きな航空会社としては乗員の教育や航空機のメンテナンスなどの費用を抑えることができる。例えば、フェデックス・エクスプレスはあまり重要でない路線についてはエンパイア航空、マウンテンエアカーゴ、スウィフトエアなどと契約しており、フェデックス・エキスプレスとして運行している。
イギリスではドライ・リースは借り主の航空運送事業許可（AOC）の元で運行される。
ドライ・リースは機体を購入する資金が用意できれば開始できる、経済耐用年数が長い、需要は変動するが納品が遅いため需要がある、中古市場が形成されているため運航終了後も部品単位で売却が可能などの特徴があるため、航空業界とは無関係の会社が節税や投資目的で営んでいる例がある。またこれを目的とする経営者や投資家向けに手続きの代行や投資組合による共同出資が投資商品として販売されており「航空機オペレーティングリース」などと呼ばれている。
特に日本では経済耐用年数と法定耐用年数（新造で8～10年）の差が大きいため、野村バブコックアンドブラウン（野村グループ）など専門会社が投資商品を販売している。2010年代からは山佐や新和グループなどのパチンコ関連企業が業界の不振を受けリース業に参入しているほか、廃棄物リサイクル業者のエコネコルが用途廃止された日本国政府専用機を落札し、アメリカのリース会社に売却しているなど新規参入が相次いでいる。